# Adel Kolahkaj
Adel Kolahkaj (tiếng Ba Tư: عادل کلاهکج, sinh ngày 21 tháng 2 năm 1985) là một cầu thủ bóng đá người Iran hiện tại thi đấu cho Esteghlal Khuzestan.

## Sự nghiệp câu lạc bộ
Anh khởi đầu sự nghiệp ở Foolad và cùng đội bóng vô địch và thi đấu ở vòng bảng AFC Champions League 2006. Anh chuyển đến Saba sau khi Foolad xuống hạng. Anh gia nhập Sepahan vào mùa hè năm 2012. Ngày 20 tháng 9 năm 2012, Adel suýt tránh khỏi chấn thương khi cầm lên một thiết bị gây nổ nhỏ được ném vào sân trong trận đấu trước Al-Ahli. Anh chuyển đến Persepolis vào tháng 6 năm 2009. Anh gia nhập Persepolis vào tháng 12 năm 2012. Anh ký hợp đồng 2,5 năm đến hết mùa giải 2015–16. Ngày 28 tháng 5 năm 2013, huấn luyện viên Persepolis Ali Daei không cho phép anh tập luyện với câu lạc bộ và muốn anh gia nhập một đội bóng khác. Anh gia nhập Esteghlal Khuzestan ngày 1 tháng 7 năm 2013, ký bản hợp đồng 1 năm.

### Thống kê sự nghiệp câu lạc bộ
Tính đến 10 tháng 4 năm 2014
| Thành tích câu lạc bộ | Thành tích câu lạc bộ | Thành tích câu lạc bộ | Giải vô địch | Giải vô địch | Cúp       | Cúp       | Châu lục | Châu lục  | Tổng cộng | Tổng cộng |
| Mùa giải              | Câu lạc bộ            | Giải vô địch          | Số trận      | Bàn thắng    | Số trận   | Bàn thắng | Số trận  | Bàn thắng | Số trận   | Bàn thắng |
| Iran                  | Iran                  | Iran                  | Giải vô địch | Giải vô địch | Cúp Hazfi | Cúp Hazfi | Châu Á   | Châu Á    | Tổng cộng | Tổng cộng |
| --------------------- | --------------------- | --------------------- | ------------ | ------------ | --------- | --------- | -------- | --------- | --------- | --------- |
| 2003–04               | Foolad                | Pro League            | 25           | 2            | 0         | 0         | –        | –         | 25        | 2         |
| 2004–05               | Foolad                | Pro League            | 16           | 2            | 0         | 0         | –        | –         | 16        | 2         |
| 2005–06               | Foolad                | Pro League            | 21           | 1            | 0         | 0         | –        | –         | 21        | 1         |
| 2006–07               | Foolad                | Pro League            | 23           | 3            | 1         | 0         | 6        | 0         | 30        | 3         |
| 2007–08               | Saba                  | Pro League            | 31           | 3            | 2         | 0         | –        | –         | 33        | 3         |
| 2008–09               | Saba                  | Pro League            | 28           | 1            | 4         | 1         | 5        | 0         | 37        | 2         |
| 2009–10               | Persepolis            | Pro League            | 24           | 1            | 4         | 0         | –        | –         | 28        | 1         |
| 2010–11               | Mes                   | Pro League            | 8            | 0            | 0         | 0         | –        | –         | 8         | 0         |
| 2011–12               | Mes                   | Pro League            | 25           | 0            | 0         | 0         | –        | –         | 25        | 0         |
| 2012–13               | Sepahan               | Pro League            | 8            | 1            | 0         | 0         | 2        | 0         | 10        | 1         |
| 2012–13               | Persepolis            | Pro League            | 9            | 0            | 2         | 0         | –        | –         | 8         | 0         |
| 2013–14               | Esteghlal Khuzestan   | Pro League            | 20           | 2            | 0         | 0         | –        | –         | 20        | 2         |
| Tổng cộng sự nghiệp   | Tổng cộng sự nghiệp   | Tổng cộng sự nghiệp   | 222          | 15           | 12        | 2         | 13       | 0         | 248       | 17        |

- Kiến tạo

| Mùa giải | Đội bóng            | Kiến tạo |
| -------- | ------------------- | -------- |
| 06–07    | Foolad              | 4        |
| 07–08    | Saba                | 4        |
| 08–09    | Saba                | 3        |
| 10–11    | Mes Kerman          | 0        |
| 11–12    | Mes Kerman          | 2        |
| 12–13    | Sepahan             | 0        |
| 12–13    | Persepolis          | 0        |
| 13–14    | Esteghlal Khuzestan | 3        |

## Sự nghiệp quốc tế
Anh là thành viên của Đội tuyển bóng đá U-23 quốc gia Iran. Anh biết đến với khả năng đá phạt, như bàn thắng anh ghi được vào lưới Ả Rập Xê Út trong thất bại 2-3 trên sân khách.

## Danh hiệu
- Iran Pro League
  - Vô địch: 1
    - 2004–05 cùng với Foolad
- Cúp Hazfi
  - Vô địch: 1
    - 2009–10 cùng với Persepolis

  - Á quân: 1
    - 2012–13 cùng với Persepolis